# لاهوت الرخاء

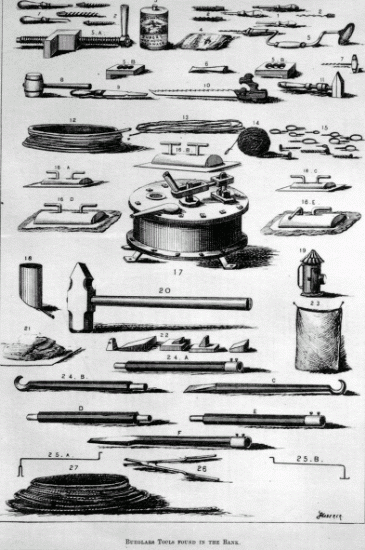

لاهوت الرخاء (يُشار إليه أحيانًا باسم إنجيل الرخاء، أو إنجيل الصحة والثروة، أو إنجيل النجاح، أو الإيمان الأساسي)، وهو اعتقاد ديني مثير للجدل بين بعض المسيحيين البروتستانتيين، الذين يرون أن النعمة المالية والرفاه الجسدي هما دائمًا إرادة الله لهم، وأن الإيمان والخطاب الإيجابي والتبرعات لأسباب دينية ستزيد من الثروة المادية للفرد. يعتبر لاهوت الرخاء أن الكتاب المقدس هو عقد بين الله والبشر: إذا كان الإنسان يُؤمن بالله، فسيوفِّر الله الأمان والرخاء. تؤكد العقيدة على أهمية التمكين الشخصي، إذ تقترح أن مشيئة الله هي من تقرر مباركة شعب معين. يُفسر الخلاص في المسيحية (المصالحة مع الله)، على أنه يشمل التخفيف من حدة المرض والفقر، والتي يُنظر إليها على أنها لعنات يجب كسرها عن طريق الإيمان.
ويُعتقد أن هذا يتحقق من خلال التبرعات المالية، والتصور، والاعتراف الإيجابي. خلال فترة الانتعاش العلاجي في خمسينيات القرن العشرين، ظهر لاهوت الرخاء لأول مرة في الولايات المتحدة، على الرغم من ربط المعلقين أصول اللاهوت بحركة الفكر الجديد التي بدأت في القرن التاسع عشر. احتل تعليم الرخاء فيما بعد، في الثمانينات بالتحديد، مكانة بارزة في حركة «كلمة الإيمان» والحركة التبشيرية التلفازية. في تسعينيات القرن الماضي وعام 2000، اعتُمد من قبل القادة المؤثرين في الحركة الخمسينية والحركة الكاريزماتية في الولايات المتحدة،  ثم انتشر في جميع أنحاء العالم. من أبرز القادة في تطور لاهوت الرخاء، أورال روبرتس، أ.أ. ألن، روبرت تيلتون، تي.إل.أوسبورن، جويل أوستين، كريفلو الدولار، كينيث كوبلاند، فريدريك ج. إيكيرينكوتر الثاني، وكينيث إي. هاجين. وقد انتُقد لاهوت الرخاء من قبل قادة من مختلف الطوائف المسيحية، بما في ذلك الحركات الخمسينية والكاريزماتية، الذين يؤكدون أنه علم يجعل الأفراد غير مسؤولين، ويعزز عبادة الأصنام، ويتعارض مع الكتاب المقدس. وانتقد بعض المراقبين العلمانيين والمسيحيين لاهوت الرخاء لاعتبارهم إياه استغلالاً للفقراء. جذبت ممارسات بعض الدعاة الفضائح، واتُهم البعض بالاحتيال المالي.

## التاريخ

### أواخر القرن التاسع عشر وأوائل القرن العشرين
وفقًا للمؤرخ كيت بولر، تشكل إنجيل الرخاء من تقاطع ثلاث أيديولوجيات مختلفة: الحركة الخمسينية، الفكر الجديد، و«إنجيل أمريكي من البراغماتية، الفردية، والحركة التصاعدية». أفضل مثال على هذا «الإنجيل الأمريكي» هو إنجيل أندرو كارنيجي للثروة وخطبة روسيل كونويل الشهيرة «فدان الماس»، إذ قارن كونويل الفقر بالخطيئة وأكد أن أي شخص يمكن أن يصبح ثريًا من خلال العمل الجاد. إلا أن إنجيل الثروة هذا، كان تعبيراً عن حركة العضلات المسيحية وفهم أن النجاح هو نتيجة الجهد الشخصي وليس التدخل الإلهي. كانت حركة الفكر الجديد، التي ظهرت في ثمانينيات القرن التاسع عشر، مسؤولة عن نشر الإيمان بقوة العقل في تحقيق الرخاء. بينما ركزت في البداية على تحقيق الصحة العقلية والبدنية.
جعل معلمو الفكر الجديد، مثل تشارلز فيلمور، النجاح المادي محورًا رئيسيًا للحركة. بحلول القرن العشرين، كانت الثقافة الشعبية الأمريكية قد تشبّعت بمفاهيم الفكر الجديد، نظرا لأنها تمتلك سمات مشتركة بينها وبين «مساعدة الذات» وعلم النفس المعروف. ينسب للوزير المعمداني والتابع لحركة الحياة العليا، ك. و. كينيون، تقديم تعاليم القوة الذهنية في الحركة الخمسينية المبكرة. 
التحق كينيون في تسعينيات القرن التاسع عشر، بكلية إيمرسون للخطابة أين تعرض لأول مرة لحركة الفكر الجديد. أصبح كينيون لاحقًا على علاقة بزعماء الحركة الخمسينية المعروفين وكتب عن الوحي الخارق والتصريحات الإيجابية. أثّرت كتاباته على قادة حركة الرخاء الجديدة، خلال المعالجة الإحيائية الأمريكية بعد الحرب. نفى كينيون وزعماء لاحقون في حركة الرخاء تأثرهم بحركة الفكر الجديد. يقول عالم الأنثروبولوجيا سيمون كولمان إن هناك «أوجه تشابه واضحة» بين تعاليم كينيون وتعاليم الفكر الجديد. علّم كينيون أن تكفير السيد المسيح البديل يضمن للمؤمنين الحق في الشفاء الإلهي. حُقِّق ذلك من خلال خطاب إيجابي مليء بالإيمان. سمحت كلمة الله المنطوقة للمؤمنين باستعمال نفس القوة الروحية التي استخدمها الله لإنشاء العالم وتحقيق الأحكام الموعودة بموت المسيح وقيامته. كانت الصلاة مفهومة على أنها عمل قانوني ملزم. بدلاً من السؤال، درس كينيون المؤمنين المطالبة بالشفاء، بما أنهم كانوا مؤهلين قانونيًا للحصول عليها. مزيج كينيون من الدين الإنجيلي ومعتقدات القوة الذهنية -الذي أطلق عليه لاحقا «التغلب على الإيمان»- مرتبط بقسم صغير ولكنه مؤثر من الحركة الخمسينية. كانت هذه الحركة ملتزمة دائمًا بعلاج الإيمان، وامتلكت الحركة  أيضًا إيمانًا قويًا بقوة الكلام (خاصةً التحدث بلغات مختلفة واستخدام أسماء الله، لا سيما اسم يسوع). تنعكس أفكار كينيون في تعاليم المبشرين الإنجيليين ف. ف. بوسورث وجون ج. ليك (الذين شاركوا في قيادة جماعة مع مؤلف الفكر الجديد ألبرت سي. جيرير قبل عام 1915).

### المعالجة الإحيائية  بعد الحرب
في حين أن تعاليم كينيون حول التغلب على الإيمان وضعت اأساسيات إنجيل الرخاء، فإن الجيل الأول من الخمسينيين الذين تأثروا به وبشخصيات أخرى، مثل بوسورث، لم يروا أن الإيمان وسيلة لتحقيق الرخاء المادي. في الواقع، يميل الخمسينيون الأوائل إلى النظر إلى الرخاء بأنه تهديد لمصلحة الشخص. بحلول الأربعينيات والخمسينيات من القرن العشرين، بدأ الشكل المعترف به للعقيدة يتشكل داخل الحركة الخمسينية، من خلال تعاليم الإنقاذ والشفاء الإنجيليين. الجمع بين تعليم الرخاء والإحيائية والشفاء بالإيمان، علم هؤلاء الإنجيليين «قوانين الإيمان («اسألوا وستتلقون») وقوانين المعاملة الإلهية التبادلية («أعطوا وستعود إليكم»)». بدأ أورال روبرتس في تدريس لاهوت الرخاء في عام 1947. وشرح قوانين الإيمان بأنها «معاهدة مباركة» يُعيد فيها الله التبرعات «سبعة أضعاف»، إذ وعد المتبرعين باستلام الأموال التي تبرعوا بها من مصادر مفاجئة ومجهولة. 
عرض روبرتس إعادة أي تبرع لم يؤد إلى استلام المتبرع مبلغا غير متوقع، ذو قيمة مماثلة. وصف روبرتس في سبعينيات القرن العشرين، ميثاقه المبارك بأنه «مبدأ الإيمان الأولي»: كانت التبرعات شكلاً من أشكال «البذور» التي ستزداد قيمتها وتُعاد إلى المتبرع. بدأ روبرتس في تجنيد «شركاء»، ومتبرعين أثرياء، كانوا قد تلقوا دعوات حصرية للمؤتمر بالإضافة إلى الوصول إلى الوزارة، مقابل دعمهم. نشر المعالج بالإيمان أ. آلن في عام 1953، «سر النجاح المالي للكتاب المقدس» وشجع على الترويج للبضائع مثل «بُرَادَة  الخيمة المعجزة» وأقمشة الصلاة المدهونة بـ «الزيت المعجزة». ركز آلن في أواخر الخمسينيات، بشكل متزايد على الرخاء. علّم من حوله، أن بإمكان الإيمان حل المشاكل المالية بطريقة عجائبية وادعى أنه مر بتجربة خارقة،  غيّر الله فيها بشكل غير طبيعي سندات الدولار الواحد إلى سندات بقيمة عشرين دولارًا لتمكينه من دفع ديونه. علّم آلن «كلمة الإيمان» أو القدرة على جعل شيء خيالي شيئا حقيقيا. أصبح الرخاء  في الستينيات محورًا رئيسيًا في المعالجة الإحيائية. خلال ذلك العقد، انتقد روبرتس وويليام برانهام وزارات الرخاء الأخرى، بحجة أن تكتيكات جمع التبرعات الخاصة بهم ضغطت على الحاضرين بشكل غير عادل. هذه التكتيكات كانت مدفوعة جزئياً على حساب تطوير شبكات الراديو على مستوى البلاد وجداول الحملات. في الوقت نفسه، انتقد قادة جمعيات الله الخمسينية في كثير من الأحيان التركيز على الرخاء التي اتخذها الإنجيليون المستقلون.